# Gerardo Bruna
Gerardo Alfredo Bruna Blanco (ur. 29 stycznia 1991 w Mendozie) – hiszpański piłkarz argentyńskiego pochodzenia występujący na pozycji pomocnika.

## Kariera
Od 2002 do 2007 roku grał w juniorskich zespołach Realu Madryt. W 2007 przeszedł do Liverpoolu, gdzie rozpoczął występy w drużynie rezerw. W sezonie 2007/2008 zdobył wraz z nimi mistrzostwo Anglii. Reprezentował zarówno Argentynę jak i Hiszpanię na poziomie juniorskim. Z kadrą Hiszpanii do lat 17 zdobył w 2008 roku mistrzostwo Europy.